# 塘子巷站
塘子巷站是一个位于中华人民共和国云南省昆明市盘龙区拓东街道与官渡区太和街道交界北京路与拓东路交叉口地下，属于昆明地铁2号线与6号线的地铁换乘站，2号线部分于2014年4月30日啟用，6号线部分于2020年9月23日启用。按规划，该站附近将建设城市候机楼。

## 位置及名称
本站位于盘龙江得胜桥东侧的拓东路与北京路交叉处，“塘子巷”这一地名则始于清末修建滇越铁路时。1911年3月9日（宣统三年二月九日）《云南日报》记载，塘子巷原称“坛子街巷”，是将南窑村烧制的土陶坛罐就地销售的地方。法国人在此处建设滇越铁路起点云南府站时，在盘龙江与明通河之间征地取土挖出七个大坑，蓄水后称“洋人塘”，1905年清政府允准云南省城开设商埠后“洋人塘”周边建成街巷，称塘子巷，而“洋人塘”后来成为死水，1958年由原先的7个臭水塘扩为两大长方塘，20世纪70年代被填平，建设成“昆铁八大处”住宅区（今昆铁家园小区）、昆明铁路三中（今昆明市官渡区第五中学）、昆明建筑段、昆明生活段、印刷厂等铁路用地。

## 車站結構
2号线及6号线车站均采用岛式站台，其中6号线列车在本站实行站前折返，仅使用南侧（往机场中心方向）站台。
| 地面层               | 街道                                       | A-H出入口                                                        |
| 地下一层 站厅层      | 站厅                                       | 票务服务、登机手续办理、自动售票机、一卡通充值、安检、进出站闸机 |
| 地下二层 2号线站台层 |                                            | █ 2号线往北部汽车站（东风广场）                                  |
| 地下二层 2号线站台层 | 岛式站台，左侧開门                         |                                                                  |
| 地下二层 2号线站台层 | █ 2号线往大学城南/昆明南火车站（环城南路） |                                                                  |
| 地下三层 6号线站台层 |                                            | █ 6号线落客月台（暂不使用）                                      |
| 地下三层 6号线站台层 | 岛式站台，左侧開门                         |                                                                  |
| 地下三层 6号线站台层 | █ 6号线往机场中心（岔街）                  |                                                                  |

## 車站周邊
車站周邊為知本時代，瀾滄江花園及建設大廈等

## 轉乘公交
塘子巷（北京路）站：2路/23路/26路/47路/68路/83路/26路/K3路
塘子巷（拓東路）站：1路/62路/62路專線/107路/109路/117路/145路/206路/213路/239路/A1路/A2路

## 出口
该站设有一共有7个出口，但到目前仅有6个出口启用中。其中C-E口直达2号线站厅，A、F-H口直达6号线站厅。
| 编号                  | 建议前往的目的地               | 照片   |
| --------------------- | ------------------------------ | ------ |
| 出口 · A              | 北京路、建设大厦               |        |
| 出口 · C              | 北京路、塘双路                 |        |
| 出口 · D · 升降机标志 | 北京路、吴井路                 |        |
| 出口 · E              | 北京路、烟草大楼               |        |
| 出口 · F              | 拓东路、市政府宿舍、巨人大厦   |        |
| 出口 · H · 升降机标志 | 拓东路、昆铁得胜大厦、南站新村 |        |
| 出口                  | 不適用                         | 不適用 |
| 註： 設有             |                                |        |